# Ponikve, Sežana
Ponikve este o localitate din comuna Sežana, Slovenia, cu o populație de 116 locuitori.